# Arbeitsgericht Lübeck

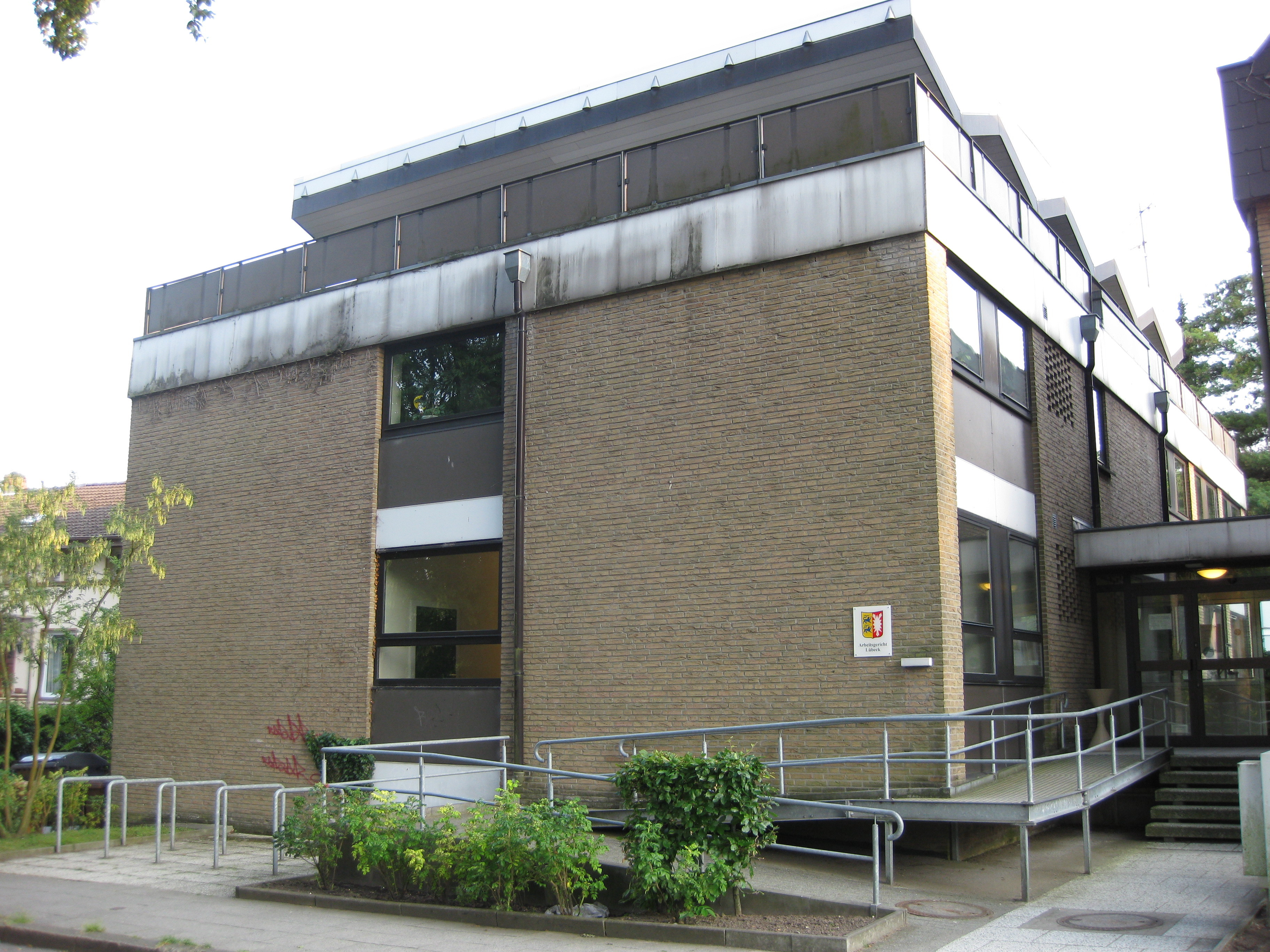
Das Gebäude des Arbeitsgerichts Lübeck

Das Arbeitsgericht Lübeck ist ein deutsches Gericht der Arbeitsgerichtsbarkeit im Bundesland Schleswig-Holstein.

## Gerichtssitz und -bezirk
Das Gericht hat seinen Sitz in der Hansestadt Lübeck.
Der Gerichtsbezirk umfasst die Hansestadt Lübeck sowie die Kreise Stormarn,  Herzogtum Lauenburg und Ostholstein. Er ist ungefähr 3640 km2 groß. In ihm leben etwa 854.000 Einwohner.
Schleswig-Holsteins Justizministerin Kerstin von der Decken plante im Herbst 2024, Teile der Fachgerichtsbarkeit an einem Ort zu konzentrieren. Alle Arbeits- und Sozialgerichte in der Fläche würden dazu geschlossen und an einem noch zu bestimmenden Standort zusammengezogen. Es gäbe bei den Gerichtsgebäuden einen erheblichen Sanierungsstau, zudem sei es schwierig, die Organisationseinheiten personell aufrechtzuerhalten. Die Landesregierung hat den Plan zur Reform dann allerdings noch 2024 geändert: Das Arbeitsgericht Lübeck soll erhalten bleiben, ihm soll aber das jetzige Arbeitsgericht Elmshorn (örtlich nach Itzehoe verlegt) als auswärtige Kammern zugeschlagen werden.

## Gerichtsgebäude
Das Gericht ist untergebracht in einem Gebäude unter der Anschrift Neustraße 2a im Stadtteil St. Gertrud.

## Leitung
Direktor des Arbeitsgerichts war bis Ende 2015 Dieter Sibbers. Ihm folgte im August 2016 Gregor Steidle. Seit August 2023 ist Ulf Kortstock Direktor des Gerichts.

## Übergeordnete Gerichte
Übergeordnet ist dem Arbeitsgericht das Landesarbeitsgericht Schleswig-Holstein mit Sitz in der Landeshauptstadt Kiel.  Im weiteren Rechtszug übergeordnet ist dem Gericht das Bundesarbeitsgericht in Erfurt.

## Geschichte
Gemäß Arbeitsgerichtsgesetz vom 23. Dezember 1926 wurden in Deutschland Arbeitsgerichte gebildet. In Lübeck entstand das Arbeitsgericht Lübeck.
Mit dem Groß-Hamburg-Gesetz von 1937 wurde ein Landesarbeitsgericht Lübeck geschaffen und das Arbeitsgericht Lübeck diesem zum 31. März 1937 zugeordnet. Gleichzeitig wurden die oldenburgischen Arbeitsgerichte Eutin und Bad Schwartau aufgehoben und deren Sprengel sowie der Gerichtsbezirk des Amtsgerichts Reinfeld dem Arbeitsgerichtes Lübeck zugelegt.
Nach der Besetzung Deutschlands durch die Alliierten wurden 1945 zunächst alle Gerichte geschlossen. Die ordentlichen Gerichte wurden schon bald wieder eröffnet, während die Arbeitsgerichte zunächst nicht wieder eingerichtet wurden, so dass arbeitsgerichtliche Streitigkeiten von den ordentlichen Gerichten erledigt werden mussten. Gemäß Kontrollratsgesetz 21 sollten in Deutschland Arbeitsgerichte aufgebaut werden. Bei den Beratungen über die Umsetzung wurde als Maßstab gewählt, dass die Bezirke der Arbeitsgerichte denen der Arbeitsämter entsprechen sollten. Danach wurde das Arbeitsgericht Lübeck neu gebildet.